# Національна хокейна асоціація
Націона́льна хоке́йна асоціа́ція (англ. National Hockey Association) — професійна хокейна організація, яка існувала з 1909 по 1918 роки.
Перед сезоном 1910 року Східна канадська хокейна асоціація перетворилася на Канадську хокейну асоціацію (КХА). Таким чином вона намагалася вилучити з ліги «Монреаль Вондерерс» (аналогічна історія відбулася у 1917 році, коли створювалася НХЛ, але тоді намагалися позбутися «Торонто Блушіртс»). У відповідь, «Вондерерс» створили Національну хокейну асоціацію (НХА), де вперше з'явилися «Монреаль Канадієнс», а також команди із Кобалту, Гейлбюрі та Ренфрю.
Перехід «Оттави Сенаторс», а також клубу «Монреаль Шемрокс» до НХА, зробили її найсильнішою лігою у Канаді. Першими чемпіонами НХА стали «Монреаль Вондерерс» та отримали права на Кубок Стенлі, які вони відстояли у серії проти команди Берліна, яка виграла сезон у Професійній хокейній лізі Онтаріо.

## Переможці
- 1910: «Монреаль Вондерерс»
- 1910—1911: «Оттава Сенаторс»
- 1911—1912: «Квебек Бульдогс»
- 1912—1913: «Квебек Бульдогс»
- 1913—1914: «Торонто Блушіртс»
- 1914—1915: «Оттава Сенаторс»
- 1915—1916: «Монреаль Канадієнс»
- 1916—1917: «Монреаль Канадієнс»